# Chionaema vulcanica
Chionaema vulcanica là một loài bướm đêm thuộc phân họ Arctiinae, họ Erebidae.